# Tendinite de l'appareil extenseur du genou
La tendinite de l'appareil extenseur du genou correspond à l'inflammation des tendons ou de leur gaine de l'appareil musculaire extenseur du genou.

## Rappel anatomique
Le tendon est la partie fibreuse qui relie le muscle à l'os. Il glisse à l’intérieur d’une gaine.

## Tendon rotulien
L'atteinte du tendon rotulien est de loin la tendinite la plus fréquente du genou : 80 %. Elle concerne tous les sports d’impulsions : basket, volley, saut, football, karaté… mais aussi le cyclisme.
Le diagnostic est clinique :
- à l'interrogatoire la douleur siège, le plus souvent, au niveau de la pointe de la rotule ;
- la palpation retrouve le trépied classique : douleur à la pression, douleur à l’étirement en flexion et à la contraction contre résistance. On recherchera une douleur à l’accroupissement ou aux sauts sur place.

Trois examens complémentaires sont utiles :
- la radiographie standard recherche une rotule trop basse ou des calcifications tendineuses ;
- l'échographie apprécie le calibre du tendon et recherche nodules et calcifications ;
- l'IRM objective au mieux des microruptures, une infiltration œdémateuse, des kystes ou nodules.

## Tendon du quadriceps
L’atteinte du tendon du muscle quadriceps est assez peu fréquente : 10 %. Elle succède assez souvent à une rupture partielle du tendon. Elle est assez spécifique aux sports comme l’haltérophilie, le volley, l’escrime, le cyclisme.
Le diagnostic est clinique :
- à l’interrogatoire la douleur siège au-dessus de la rotule et peut irradier vers le quadriceps ;
- à la palpation les trois signes classiques sont retrouvés : douleur à la pression, douleur à l’étirement passif du tendon en flexion du genou et à la contraction isométrique en charge sur un pied.

Trois examens complémentaires sont utiles :
- la radiographie en rayon mou de profil recherche un épaississement du tendon ou des calcifications ;
- l’échographie apprécie le calibre du tendon et recherche une rupture partielle, une cicatrice fibreuse ;
- l’IRM objective au mieux des microruptures, une infiltration œdémateuse, des kystes ou nodules.

## Traitement
En phase aigüe le traitement est médical :
- la principale mesure est le repos. C’est aussi la plus difficile à obtenir chez le sportif. Ce repos sera relatif mais long. D’une durée de 6 semaines minimum il peut atteindre 6 mois.

La reprise est autorisée lorsque les 3 tests : palpation, étirement, contraction contrariée sont indolores.
- Un traitement médicamenteux est prescrit durant la phase aigüe. Le traitement oral associe la prise d’antalgiques et d’anti-inflammatoires. Les infiltrations sont prudentes et limitées au niveau rotulien et déconseillées au niveau du quadriceps.
- Des mesures « locales » sont souvent utiles : pommade ou patch anti inflammatoire, glaçage, strapping.
- La rééducation associe physiothérapie, massage et étirement. La physiothérapie fait appel à différentes méthodes : ultrasons, courant antalgique, laser… Les massages et les étirements répondent à une technique précise.
  - Le massage transversal profond est un massage puissant appliqué transversalement au tendon et de manière très appuyée. Pendant l’exercice la pression du tendon est douloureuse.
  - Le traitement d’étirement des tendons vient en complément des massages en phase de guérison. Secondairement, en phase préventive, différentes causes de dérèglement sont recherchées et corrigées.
- La surveillance des pratiques sportives : respect des techniques d’échauffement, importance des étirements, bonne gestion des périodes de repos et modification de certains gestes sportifs.
- Le contrôle des règles d’hygiène diététique et d’hydratation.
- L’adaptation du matériel : réglage du pédalier, vérification de la surface de course et du chaussage. La chaussure joue un rôle essentiel dans l’amortissement, la statique et la dynamique sportive.

Le traitement chirurgical est rarement nécessaire :
- il n’est envisagé qu’après échec d’un traitement médical et kinésithérapique bien conduit. La décision n’est prise qu’après 3 mois dans les tendinites sévères et 6 mois dans les formes intermédiaires ;
- son principe repose sur le peignage du tendon pour l’épaissir. Il s’y associe une ablation d’éventuelles calcifications ou nodules cicatricielles et, si nécessaire, une suture des ruptures partielles ;
- l’activité sportive est reprise au même niveau dans 75 % des cas avec un délai moyen de 6 mois. Ce délai est variable de 3 mois à 1 an. La qualité de la récupération dépend en partie de la présence de ruptures partielles du tendon. La rééducation joue, dans ce traitement, un rôle majeur.